# Pokolenie Ekologii
Pokolenie Ekologii (Génération écologie, GE) jest to francuska partia polityczna, która razem z Zielonymi tworzą jedną z dwóch „zielonych” partii we Francji. Partia została założona przez Brice Lalonde w 1990 roku.
W latach 1992–1994 Noël Mamère był wiceprzewodniczącym partii, wydalony w 1994 roku założył własną partie o nazwie Solidarność Ekologiczna, która potem wstąpiła w szeregi Les Verts. W przeciwieństwie do wielu ekologicznych partii politycznych, które mają poglądy centrolewicowe, GE jest partią centroprawicową z silnymi związkami z Unią na rzecz Ruchu Ludowego. Z tą partią Pokolenie Ekologów współpracuje od 2002 roku.
Od 2004 roku Pokolenie Ekologów współpracuje z rzeszą partii społecznych w tym m.in. z Partią Federalną oraz Związkiem Bezrobotnych. W wyborach w 2007 roku Brice Lalonde zastąpił France Gammere, który jednak otrzymał niewystarczającą liczbę podpisów pod petycją na możliwość kandydowania w wyborach.